# Cravagliana
Cravagliana – miejscowość i gmina we Włoszech, w regionie Piemont, w prowincji Vercelli.
Według danych na rok 2004 gminę zamieszkiwało 270 osób, 7,9 os./km².